# Tre noci per Cenerentola
Tre noci per Cenerentola (Tre nøtter til Askepott) è un film del 2021 diretto da Cecilie Mosli. Si tratta di un remake del film ceco Cenerentola del 1973.

## Trama
Cenerentola, i cui genitori sono morti, vive con la matrigna e la figlia Dora in una remota tenuta del nord. Mentre la coppia reale è in visita lì, Cenerentola, senza saperlo, incontra il principe durante una passeggiata a cavallo. L'atmosfera romantica che sta nascendo tra i due viene disturbata dai due nobili compagni del principe che vengono a prendere il loro padrone per la caccia. Nel frattempo, la coppia reale si congeda dalla matrigna e da sua figlia Dora invitandole a un ballo. Al ballo il principe deve scegliere una sposa, come apprende il mattino seguente.
Nella tenuta la matrigna manda Alfred, un anziano servitore, in città a noleggiare uno "stilista" per vestire la figlia Dora per il ballo, lui chiede anche a Cenerentola che gli chiede di portarle quello che trova; lui le porta tre noci che erano contenute in un nido di uccelli che durante il viaggio in slitta il principe gli fece cadere per scherzo.
Mentre l'arrogante Barone von Snauser si prende cura di Dora, Cenerentola scopre il contenuto magico della prima noce: una veste da caccia. Cenerentola indossa la veste e incontra il principe e i suoi due compagni e dimostra la sua superiore abilità con l'arco; avendo colpito con successo un piccione, riceve il premio precedentemente offerto dal principe: l'anello con sigillo che aveva ricevuto dal padre per la sua futura sposa.
La sera del ballo è arrivato e la matrigna incarica Cenerentola di aiutare Dora, appena vestita e truccata, che non è contenta del suo aspetto. L'incipiente amicizia tra le sorellastre viene rovinata dalla matrigna con un falso invito al ballo per Cenerentola, mentre Dora, per compiacere la madre, si lascia andare a una mezza risata. Per vendicarsi, la matrigna getta uno scrigno di paillettes di diversi colori ordinando a Cenerentola di smistare. Dopo essere partite per il ballo, Cenerentola viene aiutata dalle colombe ed equipaggiata con il contenuto della seconda noce e cioè un bellissimo abito con tanto di scarpette d'argento parte per il castello della coppia reale con l'aurora boreale come guida.
Al ballo vengono rivelate le origini provinciali della matrigna e di Dora, in imbarazzo davanti alla coppia reale. Arrivata al ballo, Cenerentola si copre con un velo e si rivolge al principe che sta per lasciare il ballo in preda al panico. Lui non la riconosce, ma vuole ballare con lei. La coppia reale e altri notano l'atmosfera romantica e quando il principe vuole sapere chi è la persona con cui sta ballando, lei gli dice un indovinello per scoprire la sua identità.
Poco prima di rispondere alla domanda del principe sulla sua identità, Cenerentola si accorge dello sguardo della matrigna e fugge. Il principe la segue, spinto dal re, ma Cenerentola scappa, lasciandosi dietro solo una delle sue scarpe da ballo. Il principe la cerca nella zona e si reca anche alla tenuta della matrigna, ma non vi trova Cenerentola. Chiede ad una anziana di svegliare tutte le ragazze della fattoria e di portarle fuori. Durante questa ricerca, la matrigna torna a casa con Dora e trova il velo che Cenerentola indossava al ballo. Nel frattempo, il principe annuncia che prenderà in moglie colei il cui piede si adatta alla scarpa da ballo che ha trovato. Cenerentola vede tutto e mentre si appresta ad uscire viene sorpresa dalla matrigna nella sua camera.
Fuori il principe si dispera per il fallimento della prova della scarpa ma gli abitanti si ricordano di "Cenerentola". Mentre il principe viene condotto nella sua camera vi trova il suo anello con sigillo, Cenerentola legata viene condotta fuori e imprigionata dalla matrigna e da Dora. Poco dopo, il principe vede una donna con l'abito da ballo di Cenerentola che si dirige verso la slitta. Mentre la matrigna vuole ottenere una promessa di matrimonio per Dora, il principe insiste per provare le scarpa, non sapendo come uscirne fugge con la slitta insieme alla figlia. Cenerentola si libera e apre l'ultima noce ma è vuota. Dopo che la matrigna ha perso il controllo della slitta, le due vengono salvate dal principe che si rende conto che Dora non è la ragazza che sta cercando. Quando Cenerentola arriva il principe la riconosce. Infuriata, la matrigna spinge il principe giù dal ponte ma Cenerentola riesce a inchiodare il cappio di cuoio che avvolge la gamba del principe alla ringhiera del ponte con una freccia, in modo che il principe non cada, poi lo aiuta a salire. Dopo aver risolto l'indovinello, il principe chiede a Cenerentola se vuole sposarlo ma lei rifiuta rispondendo che c'è tempo.
Dopo qualche tempo Alfred ottiene la mano della donna più anziana che ha sempre cercato di conquistare, Dora si innamora di un ragazzo della tenuta e Cenerentola accetta la proposta del principe.

## Distribuzione

### Data di uscita
In Italia il film è stato trasmesso direttamente in televisione, su Sky Cinema Uno, il 14 ottobre 2022.
Le date di uscita internazionali nel corso del 2021 sono state:
- 12 novembre in Norvegia
- 20 dicembre in Germania (Drei Haselnüsse für Aschenbrödel) e Polonia (Trzy orzeszki dla Kopciuszka)
- 23 dicembre in Repubblica Ceca

Le date di uscita internazionali nel corso del 2022 sono state:
- 13 gennaio in Slovacchia
- 21 gennaio in Lituania (Trys riešutėliai pelenei)
- 21 aprile a Cipro
- 11 agosto in Egitto e Singapore
- 1º settembre in Ungheria (Hamupipőke három kívánsága)
- 7 ottobre in Spagna (Los tres deseos de Cenicienta)
- 14 ottobre in Italia
- 18 ottobre in Giappone

### Edizione italiana
La direzione del doppiaggio è di Simone Veltroni e i dialoghi italiani sono curati da Angelo Evangelista per conto della Tiger Film che si è occupata anche della sonorizzazione.

## Accoglienza

### Incassi
Il film ha incassato un totale mondiale di 5041567 $.

## Riconoscimenti
- 2022 – Premio Amanda[6]
  - Miglior costumi a Flore Vauville
  - Miglior film per ragazzi a Cecilie Mosli, Frederick Howard e Petter Borgli
  - Candidata a miglior attrice non protagonista a Ellen Dorrit Petersen
  - Candidata a miglior trucco e parrucco ad Asta Hafthorsdottir